# Doryphoribius tessellatus
Espèce
Doryphoribius tessellatus est une espèce de tardigrades de la famille des Isohypsibiidae.

## Distribution
Cette espèce est endémique de Grand Cayman dans les îles Caïmans.

## Publication originale
- Meyer, 2011 : Tardigrada of Grand Cayman, West Indies, with descriptions of two new species of eutardigrade, Doryphoribius tessellatus (Hypsibiidae) and Macrobiotus caymanensis (Macrobiotidae). Zootaxa, no 2812, p. 28-40.